# Bad Idea
«Bad Idea» es un sencillo del grupo musical finlandés Blind Channel, lanzado el 25 de febrero de 2022 como el cuarto del cuarto álbum de estudio Lifestyles of the Sick & Dangerous.

## Descripción
La canción tiene su origen en el verano de 2018, cuando el cantante Niko Moilanen escribió una primera versión que luego descartó al sentir vergüenza por su contenido, definiéndola como una "serenata de autocompasión". Due anni più tardi, con l'ingresso del tastierista Alex Mattson in formazione, Vilhelm gli fece sentire la propria versione di Bad Idea, che venne rivisitata da Mattson e in seguito anche dai restanti componenti del gruppo.
Con motivo de la final de Uuden Musiikin Kilpailu 2022, Blind Channel interpretó la canción en vivo por primera vez.

## Vídeo musical
El video, fue dirigido por Georgius Misjura, estuvo disponible coincidiendo con el lanzamiento del sencillo a través del canal YouTube del grupo.